# Heinz Kloss
Heinz Kloss, född 30 oktober 1904, död 13 juni 1987 var en tysk språksociolog och en internationellt erkänd auktoritet på språkliga minoriteter och språkpolitik. Han gjorde också en insats för Waldorfpedagogiken. 
Kloss intresserade sig för enskilda språks och dialekters sociala och juridiska status och introducerade de följande tre begreppen i språksociologin: 
- Abstandsprache 'avståndsspråk': en talad dialekt eller språklig varietet (eller grupp av språkliga varieteter) som måste betraktas som språk om man enbart använder brist på inbördes begriplighet som kriterium på ett ”språk”.
- Ausbausprache 'utbyggnadsspråk': en språkform som har standardiserad grammatik, skrift och uttal samt med ett större ordförråd än det som är typiskt för lokala dialekter, men inte nödvändigtvis är ett avståndsspråk.
- Dachsprache 'takspråk': ett standardspråk som används som ett gemensamt standardspråk för flera besläktade men möjligen ganska olika dialekter.

## Publikationer
- Kloss, H. (1967) "Abstand languages and Ausbau languages" in Anthropological Linguistics 9: 29-41.
- Kloss, H. (1969) "Grundfragen der Ethnopolitik im 20. Jahrhundert: Die Sprachgemeinschaften zwischen Recht und Gewalt". Wien, Braumüller.

Kloss publicerade ytterligare ca 400 artiklar och böcker.